# 補書條
補書條（日语：／）是日本市面上出售的書籍中夾有的對摺長紙條，可作單據用。又名短冊。

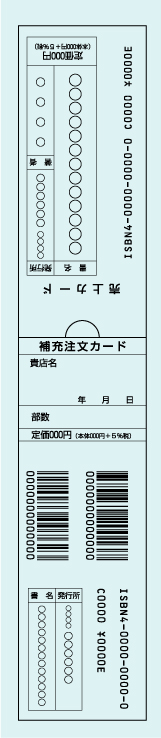
未對摺的補書條

## 概要
補書條分兩面，其中一面稱為銷售卡（売上げカード），另一面是現在印有條碼的補書用單據。由於書店結賬時會將補書條抽出，故一般而言普通讀者只能在店鋪內見到它。如果選擇直接向出版社買書，亦不會獲得補書條。而如果在線上書店買書，發貨時很多時候不會特意抽出補書條，而是將其連書籍一起發出。如果一本書只有出版社直售或線上書店購買方式，不在書店發售的話，則不需要插入補書條。
即便是經書店販賣的書籍，近年來亦有越來越多的出版商及系列選擇不再使用補書條，2017年～2018年間便已有20家出版社決定停止使用。有出版社表示由於POS等系統愈發普及，已可在線管理書籍的進出貨及流通、需求動向，故補書條不再重要；亦有出版社表示取消是受出版業市況不好影響，需要削減開支（一張補書條開支約2日元）。

## 書店用途
有多家分店的中型書店一般會透過掃描書籍上的條碼，使用POS系統管理銷售，故銷售卡用途並不顯著。儘管如此，由於一些出版社規定收集補書條並送回可獲得銷售奨金，書店一般還是會抽出補書條集中存放。有的書店會要求委託該店銷售的自費出版書籍同樣要夾上補書條。

## 出版社用途
- 用於標記總價及税率：近年來，出版社多選擇將定價（含税）總額表示及消費税率印在補書條上。理論上，總價及消費税率最好是印在封面或書腰上，但如果這樣做，萬一消費税率調整，就需要重新印刷、裝配或貼上新價格標籤覆蓋，既麻煩又產生大筆開支，故現時封面只會印上本體價格及「不含税」字樣[6]。補書條雙面均印有定價（含税）總額表示及税率、本體價格，從書上露出來的半圓形部分[2]（俗稱和尚頭（ぼうず）等）有時亦會印上含税價格（總價）及消費税率，讓消費者「看得見」[7]。
- 向書店及中間商傳遞訊息：對於書店及中間商而言，不同的紙張顏色蘊含的訊息或有不同。不同出版社各有各的定義，以小学館為例，「紅色」代表不可退貨的責任販賣制，「藍色」代表一般可退貨的委託販賣制[8]。此外，「綠色」的補書條被認為代表任何時候均可退貨[2][9]。

## 規格
- 尺寸：一般寬4.5cm，對折後長13cm[2]。
- 對摺方式：並非從正中間對摺，對摺後銷售卡一面較短，較難脫落，抽出時亦更方便[2]。
- 紙張顏色：多用淺色，便於辨識文字。

## 記載内容及設計
銷售卡面可自由設計，另一面補書卡的印刷內容由日本圖書號碼管理中心的《實施指引》規定：
- 補書卡面（補充注文カード面）：印有書籍用條碼（ISBN條碼，有時亦會印上JAN條碼）、文字版ISBN、C號碼、定價（含税）總額表示及税率、本体價格、發行商、作者名及書名。另設有空白欄位，供填寫請求補書的書店名、日期及補書數量；其中書店名欄（貴店名欄）須有足夠空白，以便蓋上書店的「番線印」印章[2]。從書上露出來的半圓形「和尚頭」即是連在這一面上。此面有時還會印上出版社Logo。
- 銷售卡面（売上げカード面）：由於版面狹小，通常只印刷文字版ISBN、C號碼、定價（含税）總額表示及税率、本体價格、發行商、作者名及書名。

## 插入方法
大型出版社一般委託業者插入補書條，經由地方、小出版流通中心的小型出版社則是由員工在每批貨發出之前插入補書條。插入補書條時一般會夾住數頁，如果只夾1頁，抽出時有機會損壞夾住的書頁。

## 印刷方法
出版社一般會先檢查補書條的基本記載内容，然後聯絡印刷補書條的印刷廠。出版社未必一定要先製作好印刷用數據，一般而言，只要告知印刷廠基本項目，印刷廠即會製作印刷用數據並提供校對用數據予出版社。出版社無需準備條碼軟件，印刷廠會自動生成條碼及放置至規定印刷位置。印刷廠通常會留存印刷完的數據，稍加修改即可用於別的書籍補書條印刷。